# Фајт Штос
Фајт Штос (пољ. Wit Stwosz,  ; немачка верзија имена: "Veit", "Feyt", "Veydt", "Vit", немачка верзија презимена "Stoss", "Stuosz", "Stoß" (рођен је около године 1448. у Хорбу над Некаром недалеко од Штутгарта, преминуо је 20. септембра 1533. у Нирнбергу) - вајар, графичар и сликар један од најзнаменитијих представника средњоевропског позноготичког вајарства. Сматрали су га и немачким и пољским уметником. 

## Живот и дело
О младости и учењу Фајта Штоса се не зна такорећи ништа. Можда је неко време пребивао у порињу пре свега у Штрасбургу и ту се сусрео са радовима Микулаша Герхарта из Лаидена који је ту деловао а евидентно је да је познавао дело Мартина Шонгауера. Вероватно је посетио Низоземску и ту се сусрео са Рохира ван дер Вејдена.
Године 1477. напустио је Нирнберг и настанио се у Кракову са својом женом Барбаром рођеном Херзовом у Кракову и ту је стварао своја најзнаменитија дела.1496. године се преселио натраг у Нирнберг и у тој истој години је умрла његова жена Барбара.
У Нирнбергу је дошао до финансијских потешкоћа и био је у тамници због кривотворења. Угражавала га је казна ослепљивања или и смртна казна која је преиначена уз помоћ пријатеље и утицајних личности његовог зета у физичку казну, спаљивања гвожђем на оба лица, доживотном забраном напуштања града.
Иако је био осуђен на ненапуштање града он је побегао у Минерштат где је сарађивао са вајарем Тилманом Ременшнајдером. 1506. године је поново осуђен на затворску казну и није помогао ни допис цара Максимилијана Хабзбуршког који га је 1512. године позвао на рад на надгробном споменику у Инзбруку.
Године 1515, – 1520. Штос је добио понуду од богаташа из Фиренце за израду неколико кипова. Фајт Штос је умро у Нирнбергу 1533. године и сахрањен је на месном гробљу. 
Иза себе је оставио седам синова који су имали или занимање свештеника (најстарији), златара, сликара или и успешног скулптора.